# 잉글리시 베이

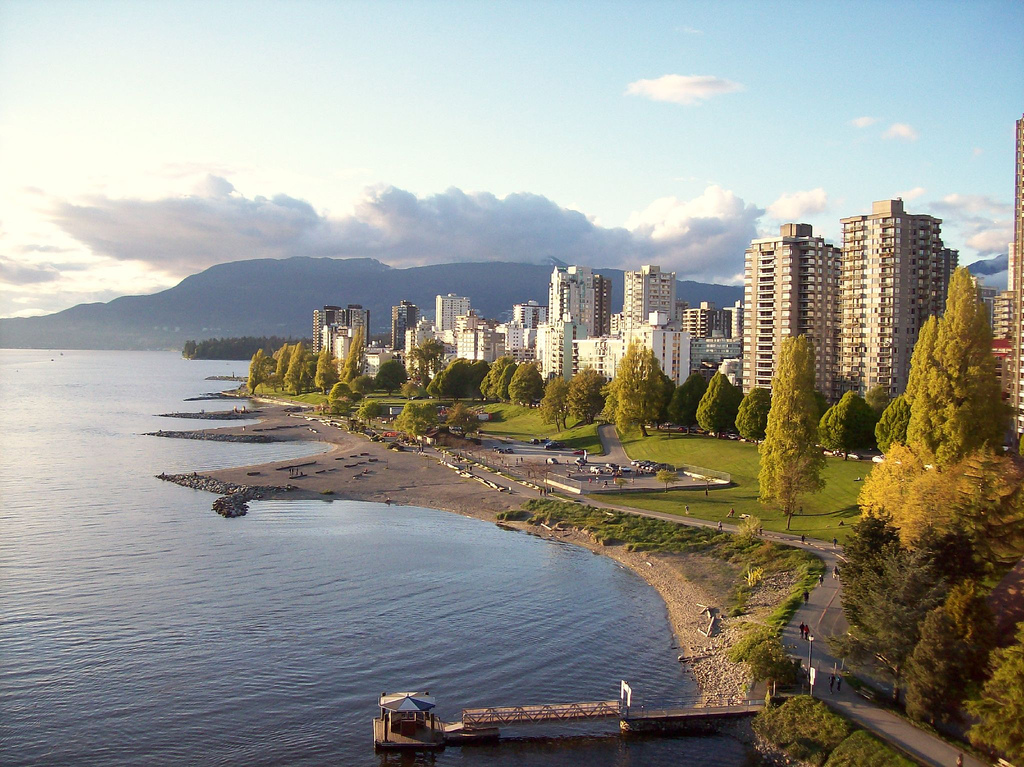
잉글리시 베이를 따라 있는 고층 아파트들

잉글리시 베이(영어: English Bay)는 캐나다 브리티시컬럼비아주 버라드 반도 북서쪽에 위치한 만으로, 밴쿠버 다운타운 반도의 시워시 바위와 프로스펙트 포인트 사이의 헤드랜드에서 남서쪽으로 포인트 그레이의 북서쪽 끝까지 뻗어 있다. 이 만은 스탠리 공원, 웨스트 엔드, 키실라노, 웨스트 포인트 그레이, 유니버시티 기부 랜드의 해안을 포함하고 있으며 버라드 만의 남동쪽 부분을 구성하고 있다. 동쪽 끝에는 False Creek이라는 이름의 좁은 입구가 있다.